# آلبرتو رندو
آلبرتو رندو (انگلیسی: Alberto Rendo؛ زادهٔ ۳ ژانویهٔ ۱۹۴۰) بازیکن فوتبال اهل آرژانتین است.
از باشگاه‌هایی که در آن بازی کرده‌است می‌توان به باشگاه ورزشی سن لورنسو آلماگرو و باشگاه فوتبال اتلتیکو هوراکان اشاره کرد.
وی همچنین در تیم ملی فوتبال آرژانتین بازی کرده‌است.